# Split Mirrors
Split Mirrors — немецкая синти-поп группа из Мюнстера, в Вестфалии, которая была основана в 1985 году и достигла международной известности такими песнями, как «The Right Time» и «Voices».

## История группы

### Начало
Ахим Джасперт и Энди Кей создали Split Mirrors в 1985 году во репетиции в Мюнстере. Джасперт имел опыт игры на ударных, который он приобрел во время своего пребывания в Индии, а Кей уже был певцом в Соединенных Штатах. Питер Делайн вступил в группу в качестве клавишника. Они написали свои первые песни и записали мини-альбомы The Right Time и Voices. После выпуска сингла «The Right Time» (Let´s go crazy mix) дали несколько концертов дома и заграницей. В 1993 году вышел альбом «1999».

### Студийное и техническое оборудование
Split Mirrors открыли собственную студию звукозаписи. Звукоизолированная комната позволяла записывать вокал и аналоговые музыкальные инструменты (например, саксофон). Синтезаторы, которые были доступны в то время, уже имели соединение Midi и были подключены к компьютерам из серии Atari-ST, у которых были соединители Midi. Это позволило им записывать мелодии в цифровой форме и впоследствии редактировать их. Революция цифровых технологий записи позволила им использовать те же методы в своей студии, что обычно были доступны только в профессиональных студиях.

### Работа для других
Одной из главных задач стало сотрудничество с другими художниками. Они сочиняли, писали песни или сочиняли песни для таких артистов, как Марани, Майк Баухаус, Андреас Мартин, Марк Андри и Вольфганг Петри. Эти художники продали более 5 миллионов записей и получили несколько золотых и платиновых наград. Они выпустили песни для немецкой рок-группы Audiosmog с бывшим ведущим VIVA Тобиасом Шлегелем в качестве приглашенного вокалиста. В 2001 году они записали кавер-версию «Дневной свет в твоих глазах», которая изначально была исполнена «Без ангелов». Эта песня поднялась до 36 в Media-Control-Charts. После этого они сопровождали сингл «When Will I Be Famous (Initial Performed by Bros)» и альбом «Top of Rocks», в котором представлены кавер-версии известных хитов.

### Пересоздание собственных песен
Они начали серию ремиксов от некоторых из своих старых песен. Новые версии были выпущены как EP, например. «1999 Freestyle» и «Voices Freestyle». Вместе с новым членом группы Henry Flex на клавиатурах они записали альбом под названием „In London“ в начале 2007 года, из которого они связали EP „Split Mirrors Freestyle“. В январе 2011 года они выпустили альбом „From the Beginning“. В этом альбоме в основном изначально были выпущенные песни с начала года в стиле 80-х. На альбоме также есть несколько новых песен, в которых участвовал китайский певец Фань Цзян.

### Современные ремиксы
Благодаря внедрению элементов из Electro- и Deep house, они ремикшировались в сотрудничестве с международными диджеями из 80-х синтипопов, таких как „The Right Time“ и „Voices“.
Другие артисты также хотели названия в новом стиле, такие как DJ Adam van Hammer и певец Китсу с песнями „Like Ice in the Sunshine“ и „Dolce Vita“. Далее группа Bad Boys Blue с „You’re a Woman“ и певец Fancy с „Slice Me Nice“.
В декабре 2016 года диджей Адамски, Генри Флекс и Ахим Джасперт выпустили трек под именем Dr. Rave— „It’s Time to Rave — Again“. Это был официальный гимн для мероприятия „90-й Rave Berlin“, который состоялся 11 марта 2017 года. На нем выступили такие артисты, как Marusha, Kai Travis, Jam & Spoon, Red 5, DJ Quicksilver, Brooklyn Bounce, Dune, Future Breeze и Da Hool.
31 марта 2017 года они выпустили ещё одно официальное переиздание культовой песни с 80-х годов. („HYPNOTIC TANGO“ от My Mine 1984). My Mine — итальянская синти-поп-группой с тремя участниками. Они изобрели жанр Italo Disco, выпустив сингл „Hypnotic Tango“, выпущенный Split Mirrors для DAS ROSS IM RADIO. Он был выпущен как R.O.S.S. Подвиг. KITSU & Adam van Hammer.
После этого Split Mirrors совместно с Адамом ван Хаммером и певицей Валери выпустили „Self Control“. Он был выпущен 26 мая в качестве официального переиздания культового хита с 80-х годов. «Self Control» был в международной десятке хитов в версии Лауры Браниган, а также в версии Raffaele Riefoli.
Генри Флекс и Ахим Джасперт уже закончили работу над следующим проектом «Split Mirrors & Friends». Он содержит ремиксы некоторых из своих любимых песен с 80-х годов. Это альбом с хитами от артистов, с которыми они подружились, например, с Camouflage, Fancy или Bad Boys Blue. Вы можете найти классические хиты, такие как «Self Control» на этом альбоме, а также «Великая заповедь», выполненная в известном звуке Italo Disco / Discofox в Split Mirrors.

## Дискография

### Albums
- 1993: 1999
- 2007: In London
- 2011: From The Beginning
- 2017: Split Mirrors and Friends

### Singles & EPs
- 1987: The Right Time (Extended version)
- 1987: Voices (Extended version)
- 1987: The Right Time (Let’s go crazy mix)
- 1999: 1999 Maxi (Freestyle)
- 2000: Voices Maxi (Freestyle)